# Guillaume la Croix

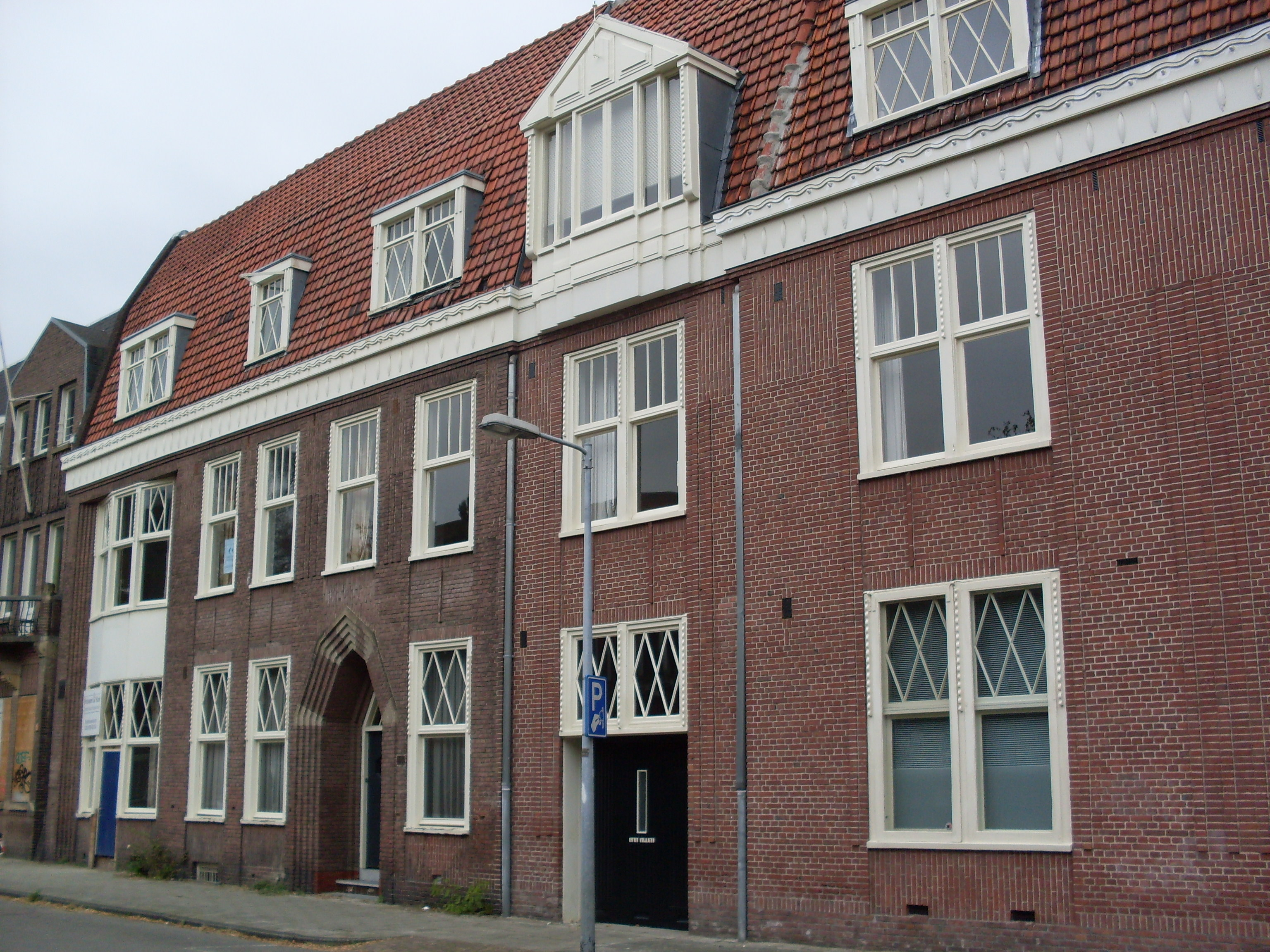
Huizenblok aan de J.J.Viottastraat - Cornelis Schuytstraat

Guillaume Frédéric la Croix (Amsterdam, 16 mei 1877 - Amsterdam, 15 juli 1923) was een Nederlands architect
De timmermanszoon La Croix begon zijn loopbaan op het bouwkundige bureau van Eduard Cuypers, waar hij in 1900 in dienst trad en vriendschap sloot met Michel de Klerk. Later werkte La Croix zes jaar op het bureau van A. Jacot en August Zinsmeister, waarna hij in 1914 een eigen bureau begon. In 1923 stierf hij ten gevolge van tuberculose.
La Croix ontwierp een dubbele villa in Park Meerwijk in Bergen (Noord-Holland) (1917-1918) en huizenblokken aan de Amsterdamse Bellamystraat en Cornelis Schuytstraat. Uit 1919 dateert zijn scheepskantoor voor Reederij Koppe achter het Centraal Station te Amsterdam, dat na 1960 bekend zou worden als het NACO-gebouw en in 2004 vanwege de verbouwing van IJ-oever 'tijdelijk' naar Zaandam werd verscheept. La Croix was tevens architect voor de achttien nieuw gebouwde woningen op Marken na de grote watersnoodramp van 1916.
Het werk van La Croix wordt tot de Amsterdamse School gerekend, al mist het de uitgesproken plasticiteit van die stroming. 
Guillaume heeft één zoon gekregen: Willy la Croix, geboren op 10 augustus 1906. Willy ging na zijn lagere school naar de Kunstnijverheidschool te Haarlem. Na zijn opleiding sloot hij zich aan bij de architectengroep “De 8” en ging werken bij Bureau Baanders en verhuisde van Haarlem naar Amsterdam. In 1929 trad hij in dienst als aankomend tekenaar bij de afdeling Stadsontwikkeling van de Dienst Publieke Werken onder leiding van Cor van Eesteren. Nadat Nederland in 1940 bezet werd, sloot ambtenaar van Publieke Werken Willy la Croix zich aan bij de illegale ambtenarengroep. In 1942 wordt hij opgepakt en vanwege zijn verzetsactiviteiten overgebracht naar kamp Amersfoort. Later komt hij via Kamp Vught en Rothenburg-Sandbostel in Sachsenhausen terecht, waar hij in september 1942 is overleden als het gevolg van ‘zwakte en arnstige ziekte’.

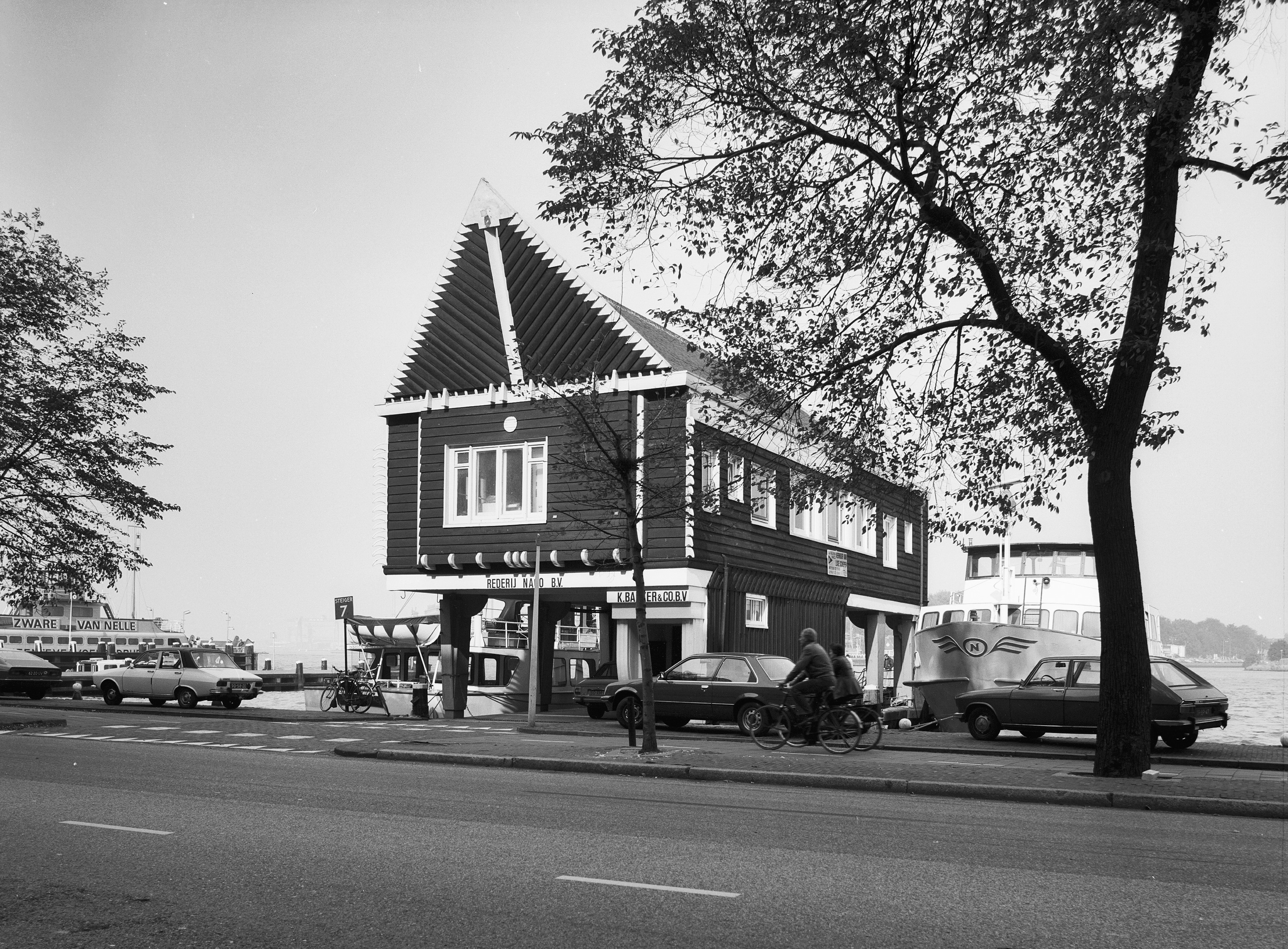
Kantoor dat Reederij Koppe in 1919 aan de De Ruijterkade in Amsterdam liet bouwen door Guillaume la Croix.
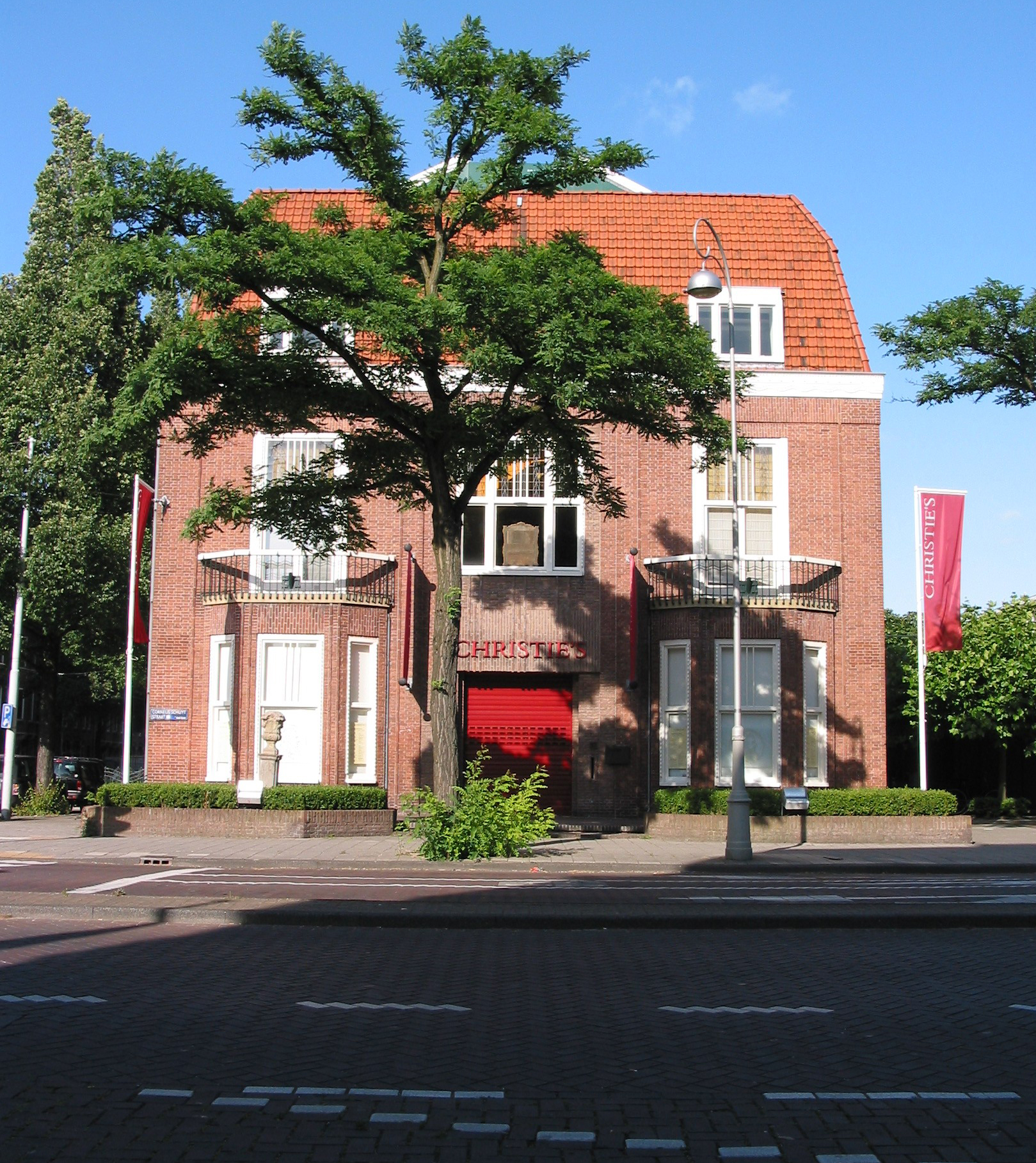
Christie's Amsterdam
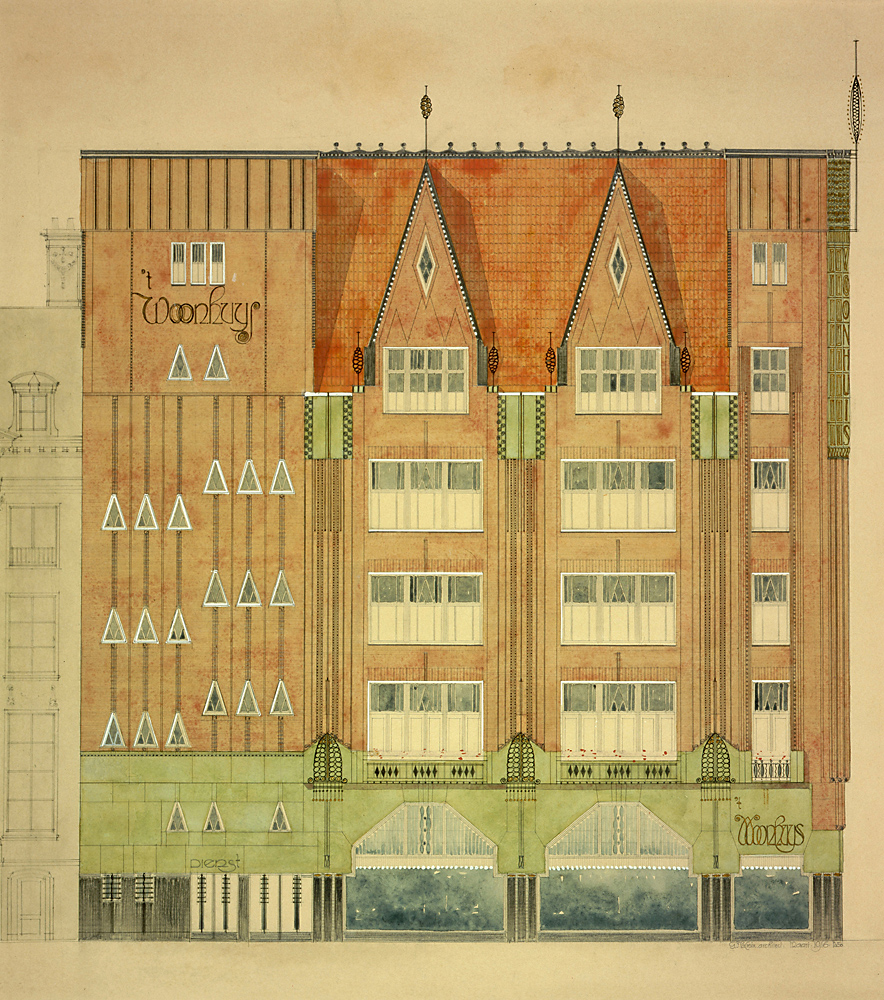
't Woonhuys Amsterdam
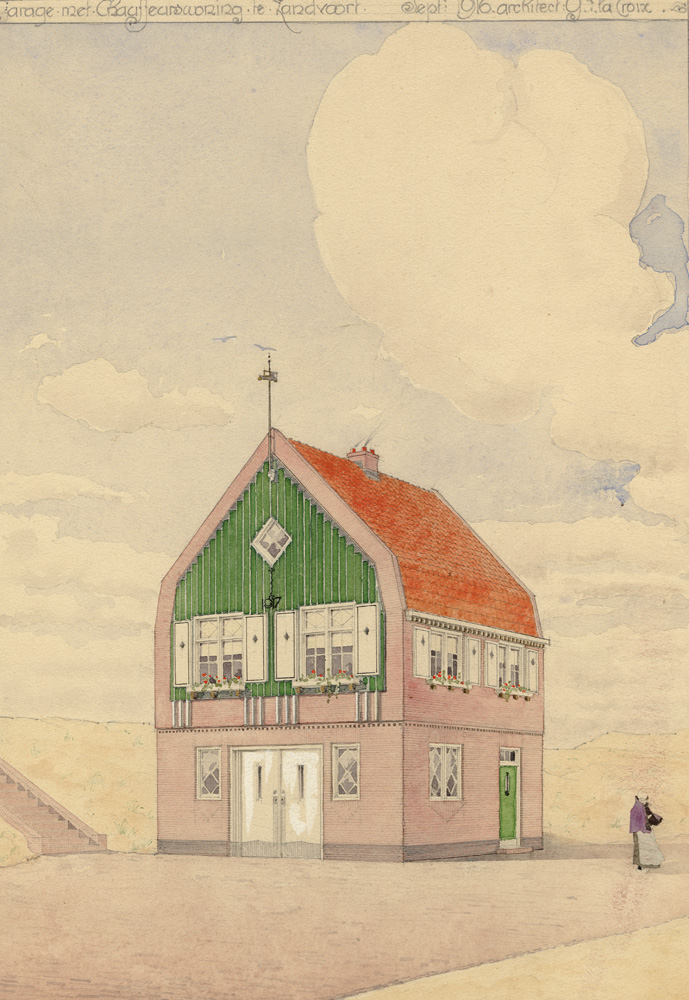
Woning te Zandvoort
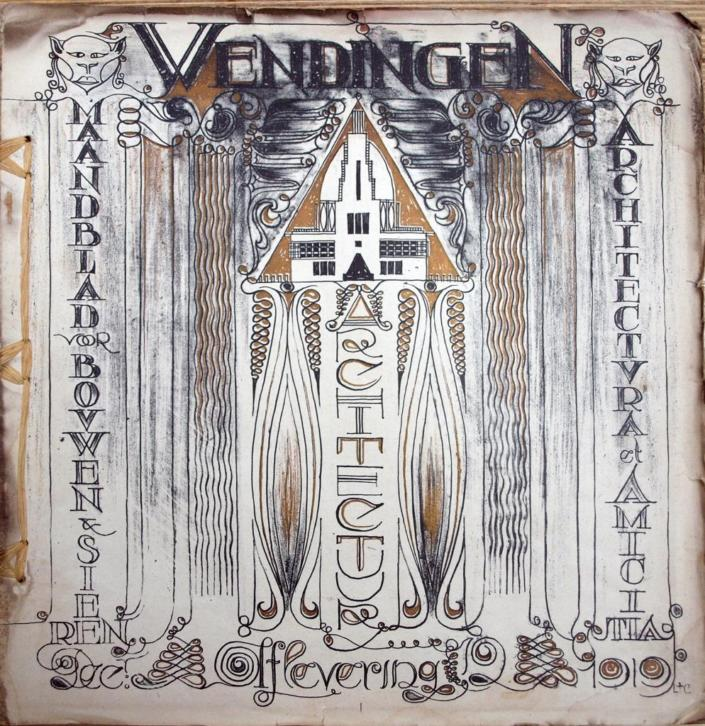
Wendingen 1919
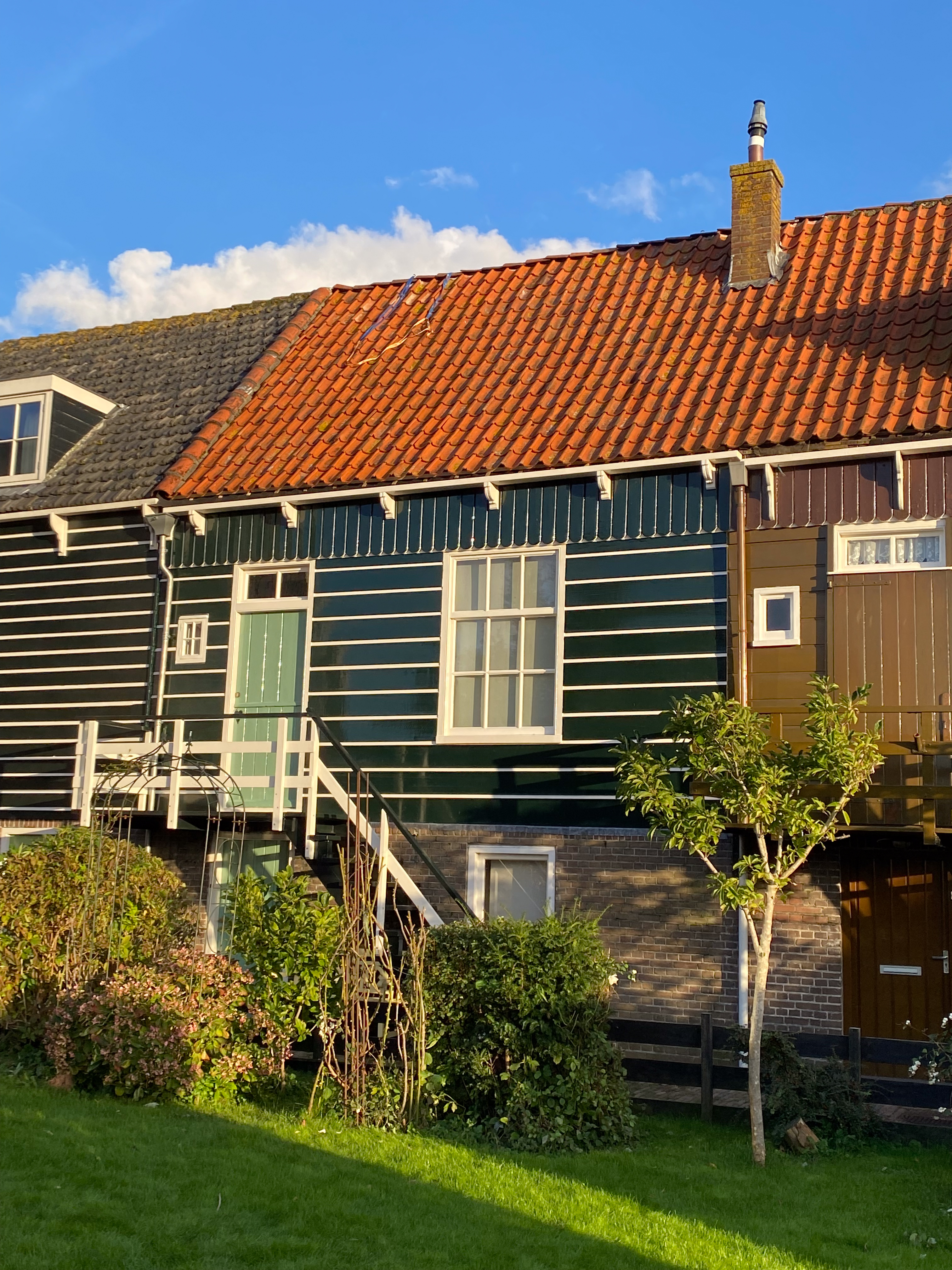
Eén van de achttien door La Croix gebouwde woningen op Marken.